# دبليو. أوبري توماس
دبليو. أوبري توماس (بالإنجليزية: W. Aubrey Thomas)‏ هو مهندس وخبير بالمعادن وسياسي بريطاني وأمريكي، ولد في 7 يونيو 1866 في المملكة المتحدة، وتوفي في 8 سبتمبر 1951 في تالاديغا في الولايات المتحدة. حزبياً، نشط في الحزب الجمهوري. وقد انتخب عضو مجلس النواب الأمريكي.